# مو (موسيقية)
كارين ماري أورستد (بالدنماركية: MØ)‏ (مواليد 13 أغسطس 1988) المعروفة بأسم الشهرة مو (بالدنماركية: MØ)‏، وهي مغنية ومؤلفة أغاني دنماركية. ولدت في أودنسه، الدنمارك.
لقد تم مقارنة مو لفنانات إلكتروبوب مثل قريمز وتوين شادو.
وإلى جانب كون اسمها اختصار الاحرف الأولى من اسمها المتوسط والأخير إلا انه يعني بالدنماركية عذراء أو بكر. أول ألبوم لها لا أساطير للأتباع صُدر في مارس 2014.
مو تعاونت في 2014 مع الرابر الأسترالية إيغي أزاليا في أغنية توسل من أجله مما جعلها تحصل على المرتبة 27 في بيلبورد هوت 100, بسببها كسبت مو أول دخول لها في مراتب البيلبورد هوت 100. في السنة التالية تعاونت مع ماجور ليزر ودي جاي سنيك في الأغنية المنفردة لين اون صنفت في مراتب عالية عالمياً، من ضمنها المرتبة الأولى في أستراليا، المرتبة الثانية في المملكة المتحدة والمرتبة الرابعة في الولايات المتحدة.

## روابط خارجية
- مو على موقع IMDb (الإنجليزية)
- مو على موقع ميوزك برينز (الإنجليزية)
- مو على موقع أول ميوزيك (الإنجليزية)
- مو على موقع ديسكوغز (الإنجليزية)
- مو على موقع ديسكوغز (الإنجليزية)
- مو على موقع قاعدة بيانات الفيلم (الإنجليزية)